# Ege Bamyasi
Ege Bamyasi — третій студійний альбом німецького краут-рок гурту Can, що спочатку вийшов як LP 1972 року на лейблі United Artists. До альбому увійшов сингл «Spoon», який потрапив до чарту Топ-10 у Німеччині, значною мірою завдяки використанню його як теми для німецького телевізійного міні-серіалу-трилера під назвою Das Messer. Успіх синглу дозволив Can переїхати до кращої студії, в якій вони записали Ege Bamyası.
Ege Bamyası був ремастирований як гібридний Super Audio CD у 2004 році, до якого входить буклет з коментарями до альбому від колишнього журналіста Melody Maker Девіда Стаббса, а також раніше не видані фотографії гурту. Альбом отримав багато схвальних відгуків від критиків з моменту його виходу, і на нього посилалися різні виконавці як на фактор, що вплинув на їхню творчість. Кілька артистів грали кавер-версії пісень з Ege Bamyası. До альбому Sacrilege увійшли ремікс-версії кількох треків різних виконавців.

## Продакшн та реліз
Завдяки комерційному успіху синглу «Spoon» (який досяг 6 місця в німецьких чартах і був проданий накладом 300 000 копій), Can змогли винайняти великий колишній кінотеатр у Вайлерсвісті поблизу Кельна, який вони використовували як частково робочий, частково житловий простір та який назвали «Inner Space». Однак, як згадував гітарист Міхаель Каролі, сесії були «зірвані клавішником Ірміном Шмідтом і вокалістом Дамо Сузукі, які день у день одержимо грали в шахи», і що «завершення запису перетворилося на шалений процес, деякі треки доводилося записувати практично в режимі реального часу, а сингл „Spoon“ був доданий для того, щоб компенсувати нестачу матеріалу».
Ege Bamyası був записаний Хольгером Чукаєм у Вайлерсвісті і вперше виданий у 1972 році лейблом United Artists. У вересні 2004 року альбом, разом з більшістю дискографії Can, був ремастований і вийшов у вигляді гібридного SACD. Перевидання містить буклет з коментарями до альбому Девіда Стаббса, а також раніше не видані фотографії гурту.
Успіх пісні «Spoon» та продажі з цього альбому надихнули Can влаштувати безкоштовний концерт у спробі достукатися до ширшої аудиторії. Безкоштовний концерт гурту був знятий Мартіном Шефером, Роббі Мюллером та Егоном Манном для режисера Петера Пшигодди у Кельнському спорткомплексі 3 лютого 1972 року і включений до DVD Can.
В інтерв'ю 2006 року Девіду Стаббсу в журналі Uncut Ірмін Шмідт прокоментував: «Люди уявляють, що Can був повністю змонтований, але для „Soup“ взагалі не було ніякого монтажу. Ми з'ясували, що запис був занадто коротким; до наступного ранку потрібно було додати ще десять хвилин музики, тому ми написали, зіграли і записали його напередодні ввечері. Ніякого монтажу!» Чукай додав: «Ми записували Ege Bamyasi у новій студії, яка раніше була кінотеатром. Це нове середовище вплинуло на звук. Барабани не були такими важкими і грубими, вокал та інструменти були відокремлені. „Vitamin C“ стала заголовним треком фільму Семюеля Фуллера Dead Pigeon on Beethoven Street. Так часто бувало. Ми робили музику, а потім знаходили їй застосування. „Soup“ — мій улюблений трек».

### Дизайн обкладинки
На обкладинці альбому — фотографія банки «Ege Bamyası» (турецькою «Егейська бамія»). В інтерв'ю Uncut, яке вийшло в серпні 2006 року, Шмідт пояснив Стаббсу: «Бляшанка на обкладинці — це не дурна концептуальна ідея. Це бляшанка, яку Яки знайшов у турецькій крамниці. Там слово „банка“ означає щось на кшталт „життя“. За такими назвами, як „Vitamin C“ і „I'm So Green“, немає ніякої концепції, але, безумовно, на той час ми вже були дуже органічними у своєму звучанні».

## Відгуки
Ege Bamyası отримав значне визнання критиків з моменту свого виходу. Британський музичний тижневик Melody Maker писав: «Can, без сумніву, найталановитіший і найпослідовніший експериментальний рок-гурт у Європі, включно з Англією». PopMatters схарактеризував альбом як «настільки ж компактний і дратівливий, наскільки його попередник був епічним і космічним», назвавши його «майстерним твором психоделічного року, сплавленим з туго намотаним фанком».

### Нагороди
Станом на листопад 2020 року Acclaimed Music визнав Ege Bamyasi 629-м найвідомішим альбомом усіх часів.
| Видання/джерело | Відзнака                                          | Рік  | Позиція |
| --------------- | ------------------------------------------------- | ---- | ------- |
| Pitchfork       | «Top 100 Albums of the 1970s»                     | 2004 | 19      |
| Rolling Stone   | «Rolling Stone's 500 Greatest Albums of All Time» | 2020 | 454     |
| Uncut           | «200 Greatest Albums of All Time»                 | 2016 | 75      |
| NME             | «NME's The 500 Greatest Albums of All Time»       | 2013 | 297     |
| Stylus          | «Top 101—200 Albums of All Time»                  | 2004 | 113     |
| Paste           | «The 70 Best Albums of the 1970s»                 | 2020 | 63      |
| Fact            | «The 100 best albums of the 1970s»                | 2014 | 97      |

## Спадщина

### Вплив
Різні артисти називали Ege Bamyası своїм впливовим альбомом. Стівен Малкмус з Pavement сказав: «Я слухав альбом Ege Bamyası гурту Can щовечора перед сном протягом трьох років». Терстон Мур з Sonic Youth згадує: «Я знайшов Ege Bamyası за 49 центів у Woolworth's. Я не бачив жодного напису на обкладинці, не знав, що це гурт. Я не бачив нічого написаного про Can, не знав про них нічого, крім цієї банки бамії на обкладинці, яка здавалася абсолютно дивною. Нарешті я взяв цю платівку, і я її повністю вислухав. Вона була такою привабливою. Щось у ній змушувало Can здаватися, що вони грають за межами рок-н-ролу. Це було не схоже ні на що інше, що я чув на той час.» Джефф Барроу з Portishead обрав Ege Bamyası як один з їхніх улюблених 13 альбомів для рубрики Bakers Dozen Series в журналі The Quietus. Гурт Spoon взяв свою назву від однойменного треку з цього альбому, і називає Can одним з головних факторів впливу.

### Кавер-версії та семпли
Зроблено багато кавер-версій пісень з Ege Bamyası різними виконавцями. Beck записав кавер на «I'm So Green», вона увійшла до триб'ют-альбому Can, продюсером якого виступили Dust Brothers. Каньє Вест використав семпл «Sing Swan Song» для своєї пісні «Drunk and Hot Girls» на альбомі Graduation, і багато слів пісні взяв з вокалу Дамо Сузукі. Ремікс-версії кількох пісень з Ege Bamyası увійшли до альбому Sacrilege. Електронний продюсер The Kleptones включив «Vitamin C» до свого міксу «Hectic City 7 — May Daze». На честь 40-річчя альбому Стівен Малкмус зіграв його повністю 1 грудня 2012 року на фестивалі WEEK-END у Кельні, Німеччина. Запис цього виступу вийшов обмеженим тиражем у День музичних магазинів 2013 року.

### У популярній культурі
«Vitamin C» можна почути у фільмі Педро Альмодовара Розірвані обійми[39], а також в екранізації Пола Томаса Андерсона роману Томаса Пінчона Вроджена вада. Вона також звучить у серіалі Netflix 2016 року The Get Down як тема для персонажа Діззі Кіплінга та в одному з епізодів Проповідника. Окрім Das Messer, «Spoon» також з'являється у саундтреку до фільму Morvern Callar, а «I'm So Green» була використана у документальному фільмі Spaceship Earth.

## Трек-лист
Автор музики і слів Чукай, Каролі, Лібецайт, Шмідт, Сузукі. 
| Сторона 1 | Сторона 1        | Сторона 1  |
| #         | Назва            | Тривалість |
| --------- | ---------------- | ---------- |
| 1.        | «Pinch»          | 9:30       |
| 2.        | «Sing Swan Song» | 4:49       |
| 3.        | «One More Night» | 5:36       |

| Сторона 2 | Сторона 2      | Сторона 2  |
| #         | Назва          | Тривалість |
| --------- | -------------- | ---------- |
| 4.        | «Vitamin C»    | 3:32       |
| 5.        | «Soup»         | 10:32      |
| 6.        | «I'm So Green» | 3:06       |
| 7.        | «Spoon»        | 3:04       |
| 40:06     |                |            |

## Персоналії
Can
- Хольгер Чукай — бас, звукорежисер, редагування
- Міхаель Каролі — гітара
- Яки Лібецайт — барабани
- Ірмін Шмідт — клавішні
- Дамо Сузукі — вокал

### Продакшн
- Інґо Трауер — оригінальні художні роботи
- Річард Джей Рудоу — оригінальний дизайн
- Андреас Торклер — дизайн (перевидання 2004 року)